# Maurizio Losi
Maurizio Losi (12 de septiembre de 1962) es un deportista italiano que compitió en remo. Ganó cuatro medallas de oro en el Campeonato Mundial de Remo entre los años 1985 y 1988.

## Palmarés internacional
| Campeonato Mundial | Campeonato Mundial       | Campeonato Mundial | Campeonato Mundial      |
| Año                | Lugar                    | Medalla            | Prueba                  |
| ------------------ | ------------------------ | ------------------ | ----------------------- |
| 1985               | Malinas (Bélgica)        | Medalla de oro     | Ocho con timonel ligero |
| 1986               | Nottingham (Reino Unido) | Medalla de oro     | Ocho con timonel ligero |
| 1987               | Copenhague (Dinamarca)   | Medalla de oro     | Ocho con timonel ligero |
| 1988               | Milán (Italia)           | Medalla de oro     | Ocho con timonel ligero |